# Primera División de Tahití 2021-22
La Primera División de Tahití 2021-22 fue la 75.ª edición de la Primera División de Tahití, la máxima categoría del país. La temporada comenzó el 5 de noviembre de 2021 y terminó el 16 de julio de 2022. El AS Pirae fue el campeón defensor.

## Formato
Los doce equipos jugaron entre sí todos contra todos 2 veces totalizando 22 partidos cada uno. Al término de la temporada el campeón y el subcampeón clasificaron a la Liga de Campeones de la OFC 2023, en cuanto al último de la clasificación descendió a la Segunda División de Tahití 2022-23; mientras que el penúltimo jugará el playoff de relegación contra el segundo de la Segunda División 2021-22.
El sistema de puntos son de la siguiente manera:
- 4 puntos por cada victoria
- 2 puntos por cada empate
- 1 punto por cada derrota

## Equipos participantes
| Pos.   | Equipo             |
| ------ | ------------------ |
| 1      | AS Pirae           |
| 2      | AS Vénus           |
| 3      | AS Dragon          |
| 4      | AS Tefana          |
| 5      | AS Pueu            |
| 6      | AS Tiare Tahiti    |
| 7      | AS Central Sport   |
| 8      | Olympique Mahina   |
| 9      | AS Mataiea         |
| 10     | AS Excelsior       |
| 1 (SD) | AS Tamarii Punaruu |
| 2 (SD) | AS Temanava        |

## Tabla de posiciones
Actualizado el 17 de Julio de 2022.
| Pos. | Equipo             | PJ | PG | PE | PP | GF  | GC  | DG   | Pts. | Clasificación o Descenso           |
| ---- | ------------------ | -- | -- | -- | -- | --- | --- | ---- | ---- | ---------------------------------- |
| 1    | AS Pirae (C)       | 22 | 18 | 2  | 2  | 95  | 14  | +81  | 77   | Campeón y Liga de Campeones 2023   |
| 2    | AS Dragon          | 22 | 17 | 3  | 2  | 114 | 24  | +90  | 76   | Liga de Campeones 2023             |
| 3    | AS Vénus           | 22 | 17 | 3  | 2  | 98  | 19  | +79  | 76   |                                    |
| 4    | AS Tefana          | 22 | 14 | 5  | 3  | 71  | 27  | +44  | 69   |                                    |
| 5    | AS Tamarii Punaruu | 22 | 10 | 3  | 9  | 40  | 38  | +5   | 54   |                                    |
| 6    | AS Central Sport   | 22 | 10 | 2  | 10 | 44  | 50  | -6   | 54   |                                    |
| 7    | AS Pueu            | 22 | 9  | 1  | 12 | 50  | 48  | +2   | 50   |                                    |
| 8    | AS Temanava        | 22 | 7  | 1  | 14 | 45  | 68  | -23  | 42   |                                    |
| 9    | AS Tiare Tahiti    | 22 | 6  | 2  | 14 | 29  | 54  | -25  | 41   |                                    |
| 10   | Olympique Mahina   | 22 | 6  | 1  | 15 | 31  | 86  | -55  | 41   |                                    |
| 11   | AS Excelsior (Q)   | 22 | 4  | 1  | 17 | 30  | 96  | -66  | 35   | Playoff de relegación              |
| 12   | AS Mataiea (R)     | 22 | 1  | 0  | 21 | 23  | 146 | -123 | 24   | Segunda División de Tahití 2022-23 |

## Play-off de relegación
| Local        | Resultado | Visita     |
| ------------ | --------- | ---------- |
| AS Excelsior | -         | AS Papenoo |